# Lamud (distrito)
Lamud é um distrito peruano localizado na Província de Luya, departamento Amazonas. Sua capital é a cidade de Lamud.

## Transporte
O distrito de Lamud é servido pela seguinte rodovia:
- AM-108, que liga o distrito de Lonya Chico à cidade de San Jeronimo[2][3][4]